# 1979 dans les parcs de loisirs
| Années des parcs de loisirs : 1976 - 1977 - 1978 - 1979 - 1980 - 1981 - 1982    |
| Décennies des parcs de loisirs : 1940 - 1950 - 1960 - 1970 - 1980 - 1990 - 2000 |

## Parcs d'attractions

### Ouverture
- Schlitterbahn Waterpark Resort ( États-Unis)
- Thorpe Park ( Royaume-Uni)
- Avenir Land (Connu sous le nom Walibi Rhône-Alpes) ( France)

### Changement de nom
- Magic Mountain devient Six Flags Magic Mountain ( États-Unis)

### Fermeture
- Crescent Park (en) ( États-Unis)

## Parcs aquatiques

### Ouverture
- Schlitterbahn ( États-Unis)

## Événements
- Octobre
  - 22 octobre -  États-Unis - Magic Kingdom accueille son 100 millionième visiteur.

## Attractions

### Montagnes russes

#### Nouveautés
| Nom                                                                               | Type/Modèle               | Constructeur              | Parc                               | Pays        |
| --------------------------------------------------------------------------------- | ------------------------- | ------------------------- | ---------------------------------- | ----------- |
| Alpenblitz                                                                        | E-Powered / Alpenblitz II | Anton Schwarzkopf         | Bobbejaanland                      | Belgique    |
| Beast                                                                             | Bois                      | Charlie Dinn              | Kings Island                       | États-Unis  |
| Big Thunder Mountain                                                              | Train de la mine          | WED Enterprises           | Disneyland                         | États-Unis  |
| Corkscrew                                                                         | Assise / Corkscrew        | Arrow Dynamics            | Michigan's Adventure               | États-Unis  |
| Corkscrew                                                                         | Assise / Corkscrew        | Okamoto Co., Ltd.         | Nagashima Spa Land                 | Japon       |
| Corkscrew                                                                         | Assise / Corkscrew        | Arrow Dynamics            | Toshimaen                          | Japon       |
| Jr. Gemini Devenu Wilderness Run en 2014.                                         | Junior                    | Intamin                   | Cedar Point                        | États-Unis  |
| Looping Star                                                                      | Assise / Looping Star     | Anton Schwarzkopf         | Bobbejaanland                      | Belgique    |
| Marienkäferbahn                                                                   | Junior / Tivoli           | Zierer                    | Traumlandpark                      | Allemagne   |
| Marienkäferbahn                                                                   | Junior / Tivoli           | Zierer                    | Hollywood & Safaripark Stukenbrock | Allemagne   |
| Momonga Standing and Loop Coaster                                                 | Debout                    | Togo                      | Yomiuri Land                       | Japon       |
| Revolution                                                                        | Navette                   | Arrow Dynamics            | Blackpool Pleasure Beach           | Royaume-Uni |
| Revolution                                                                        | Assise                    | Arrow Dynamics            | Libertyland (en)                   | États-Unis  |
| Rolling Thunder                                                                   | Bois                      | William Cobb & Associates | Six Flags Great Adventure          | États-Unis  |
| Roll in the Dark                                                                  | Junior en intérieur       | Molina & Son's            | Lake Compounce                     | États-Unis  |
| Screw Coaster                                                                     | Assise / Corkscrew        | Arrow Dynamics            | Nara Dreamland                     | Japon       |
| Superachtbaan Looping Star Devenu Looping Star vers 2002 et Thunder Loop en 2010. | Assise / Looping Star     | Anton Schwarzkopf         | Attractiepark Slagharen            | Pays-Bas    |
| Super Spirale                                                                     | Assise / Corkscrew        | Vekoma                    | Traumlandpark                      | Allemagne   |
| Superwirbel                                                                       | Assise / Corkscrew        | Vekoma                    | Holiday Park                       | Allemagne   |
| Thunder Coaster                                                                   | Assise                    | Meisho Amusement Machines | Nasu Highland Park                 | Japon       |
| Tivoli Coaster Devenu Lady Bug Coaster en 2006.                                   | Junior                    | Zierer                    | Marineland Theme Park              | Canada      |
| Tornado                                                                           | Assise / Corkscrew        | Vekoma                    | Walibi Wavre                       | Belgique    |
| WildCat                                                                           | Assise / Wildcat          | Anton Schwarzkopf         | Cedar Point                        | États-Unis  |

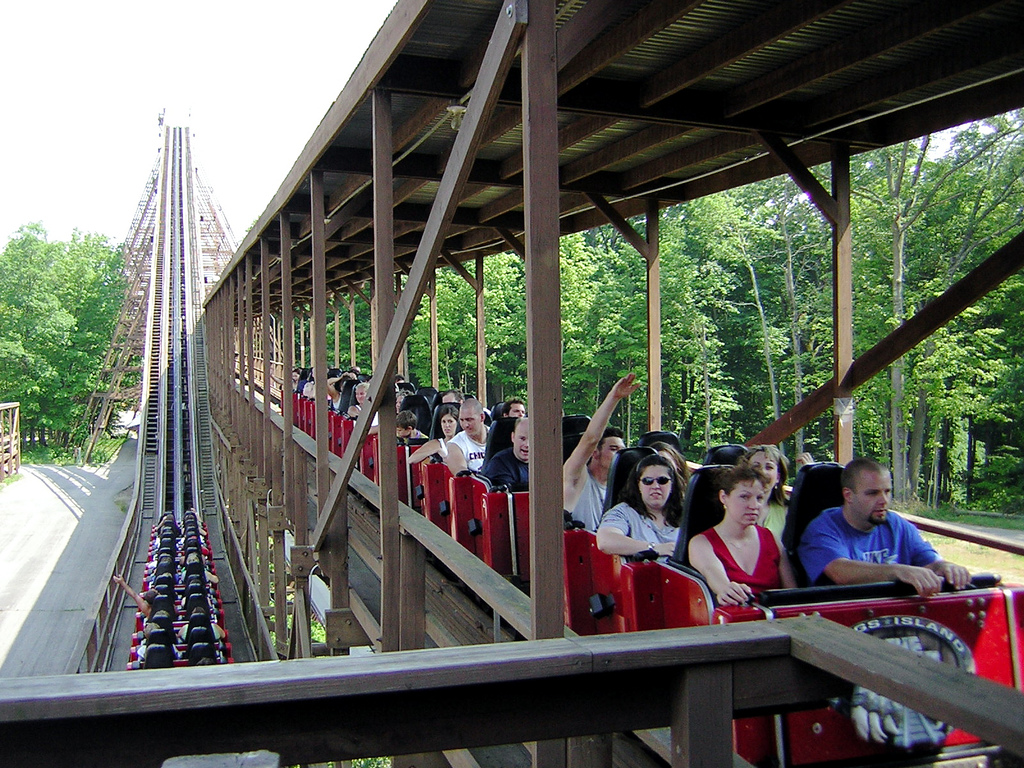
Beast à Kings Island
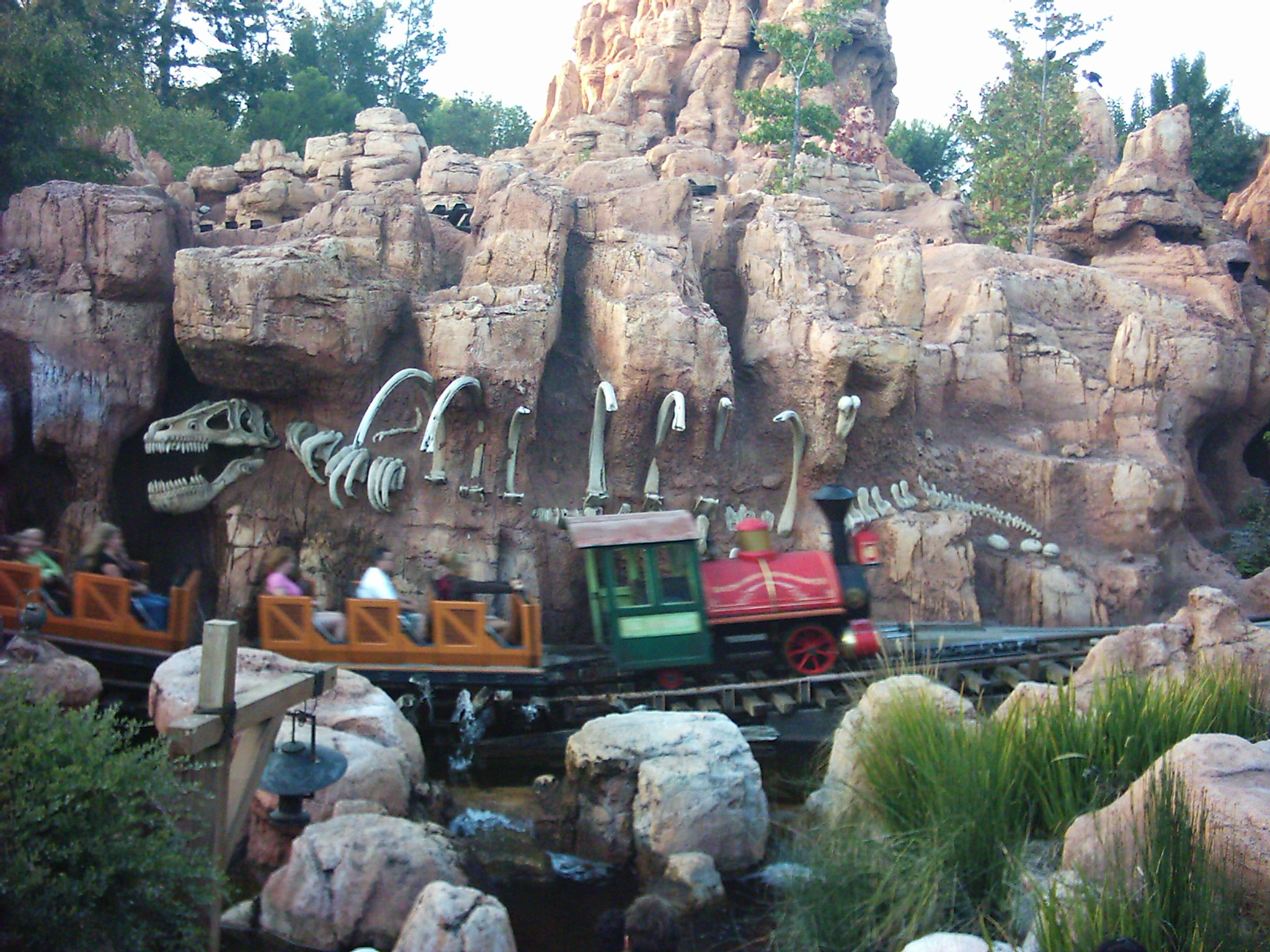
Big Thunder Mountain à Disneyland
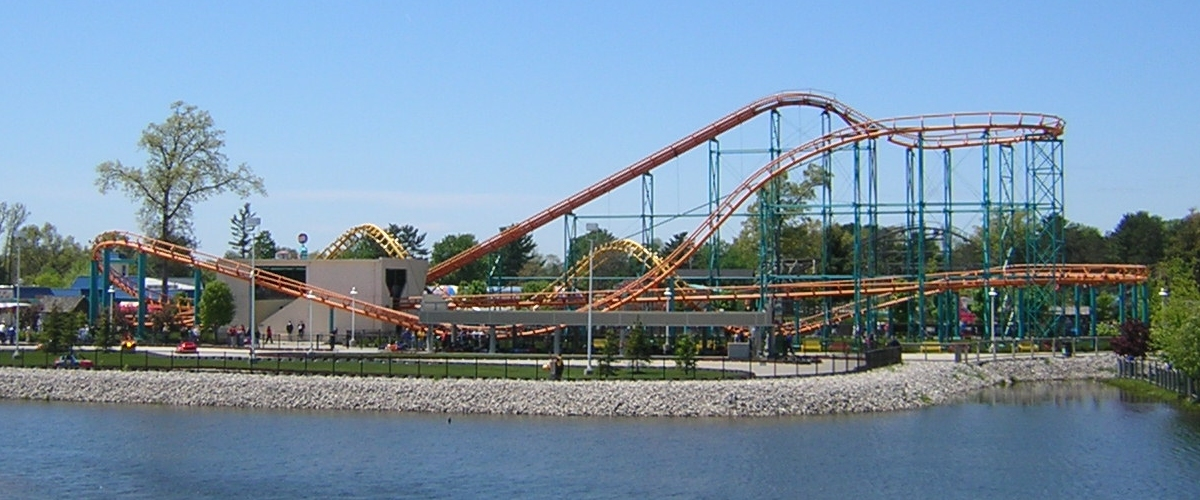
Corkscrew à Michigan's Adventure
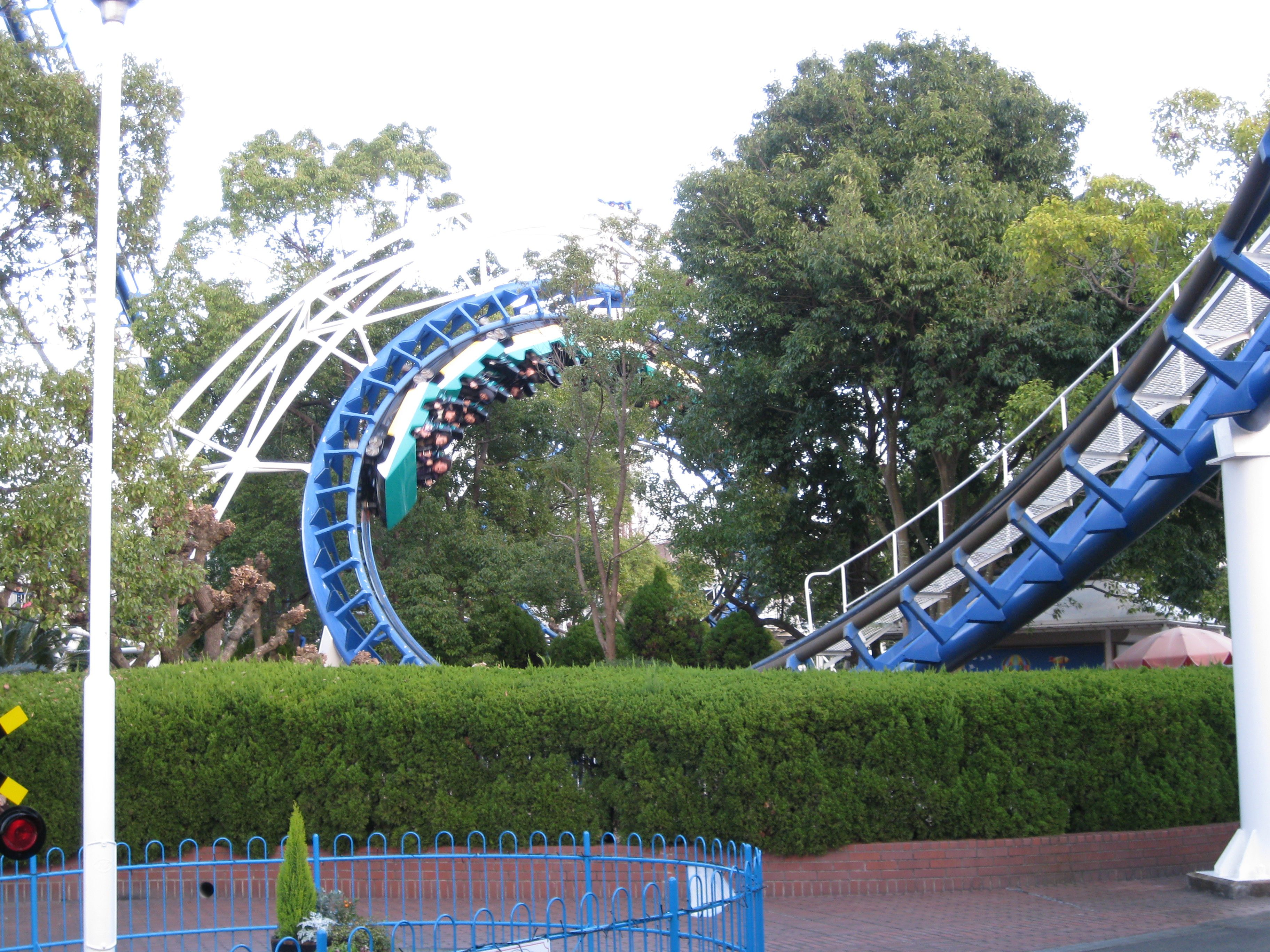
Corkscrew à Nagashima Spa Land
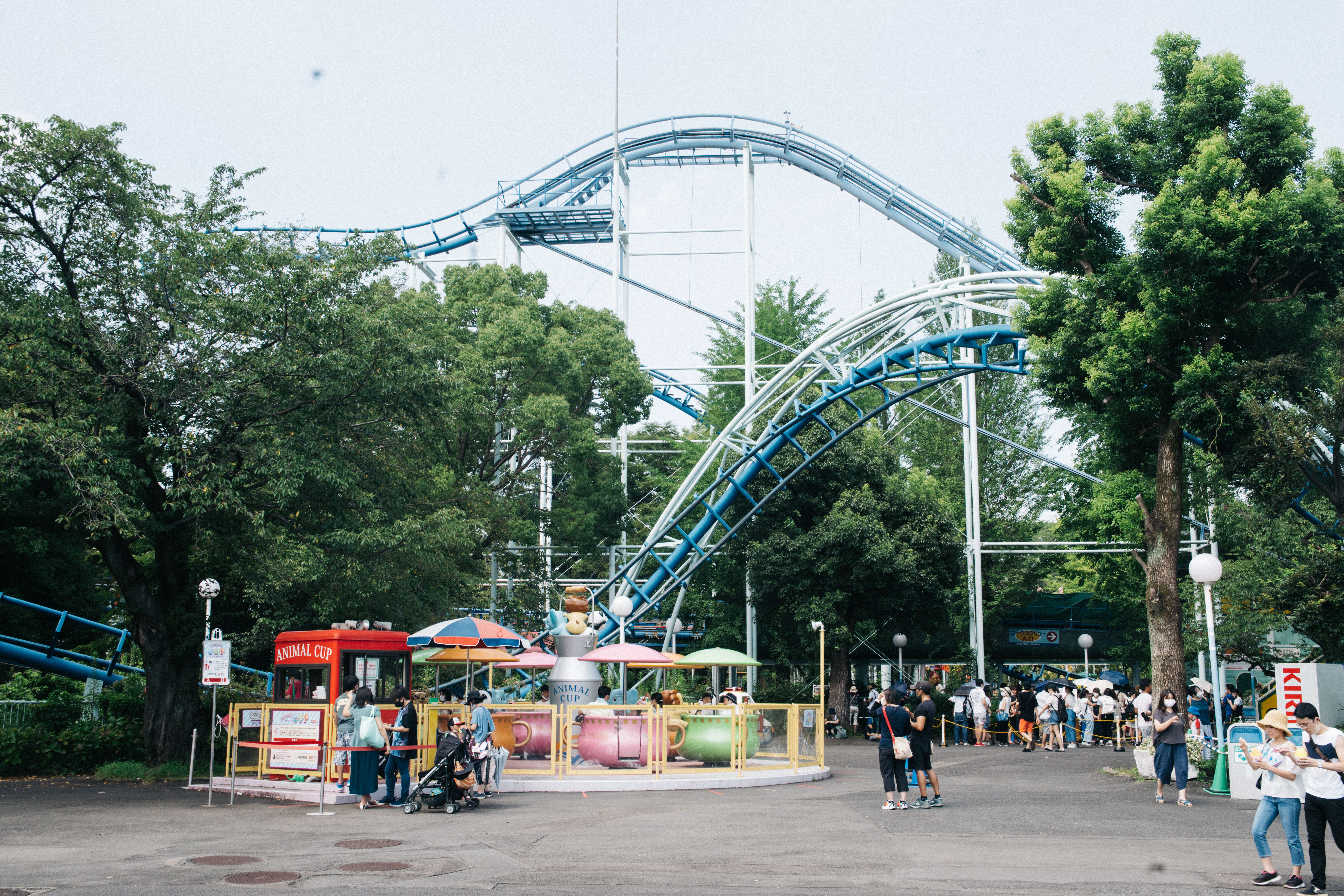
Corkscrew à Toshimaen
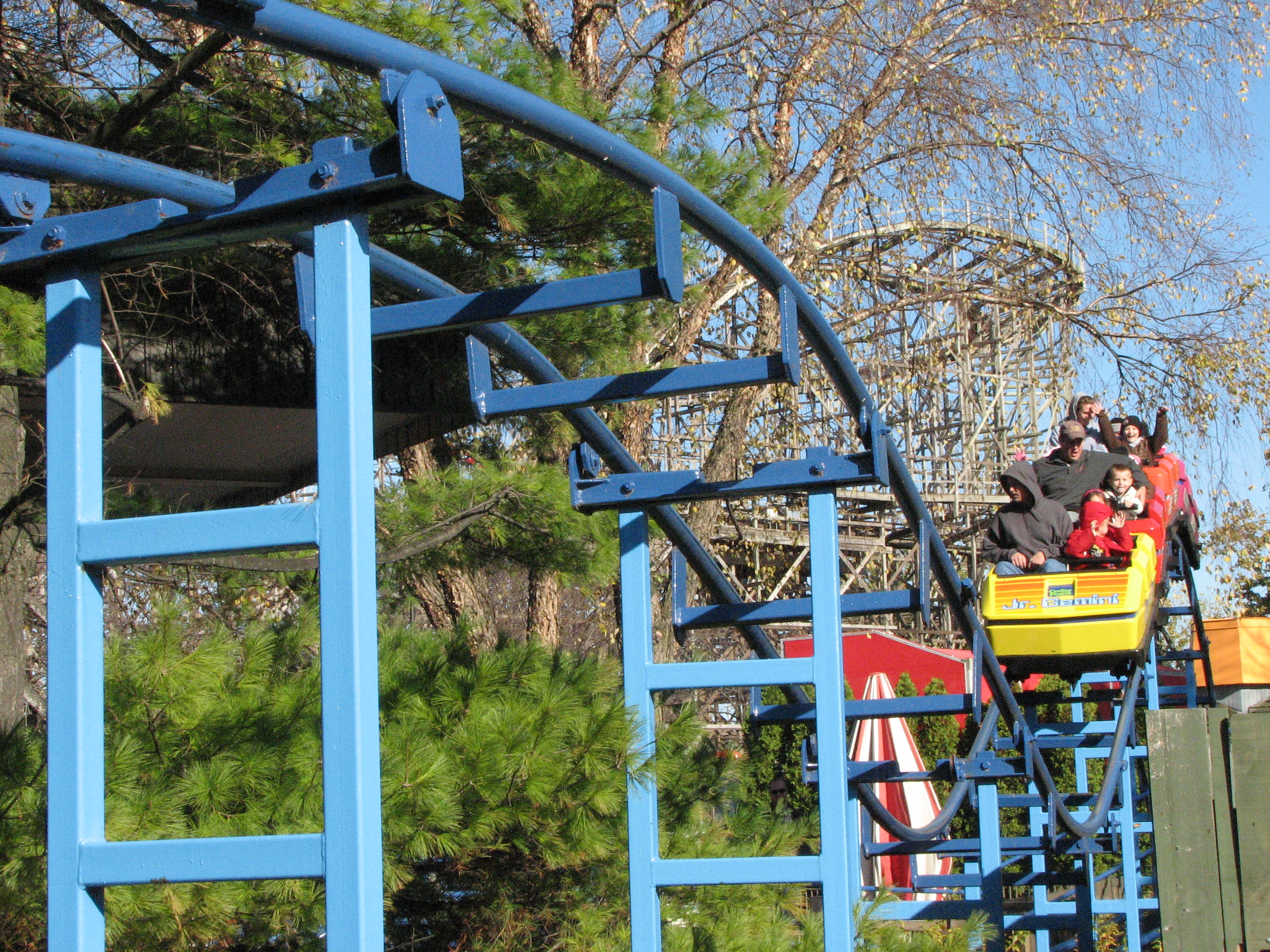
Jr. Gemini à Cedar Point
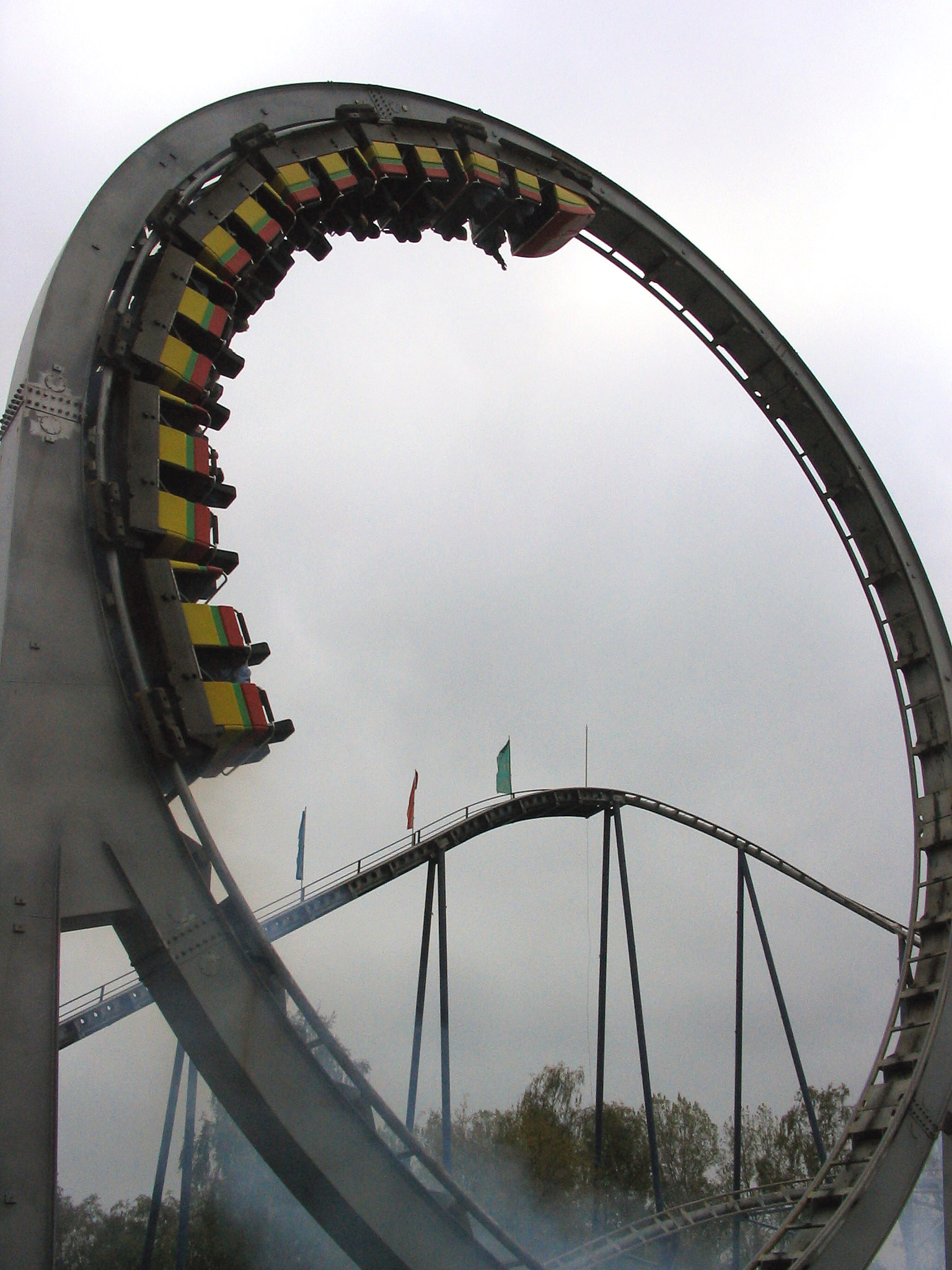
Looping Star à Bobbejaanland
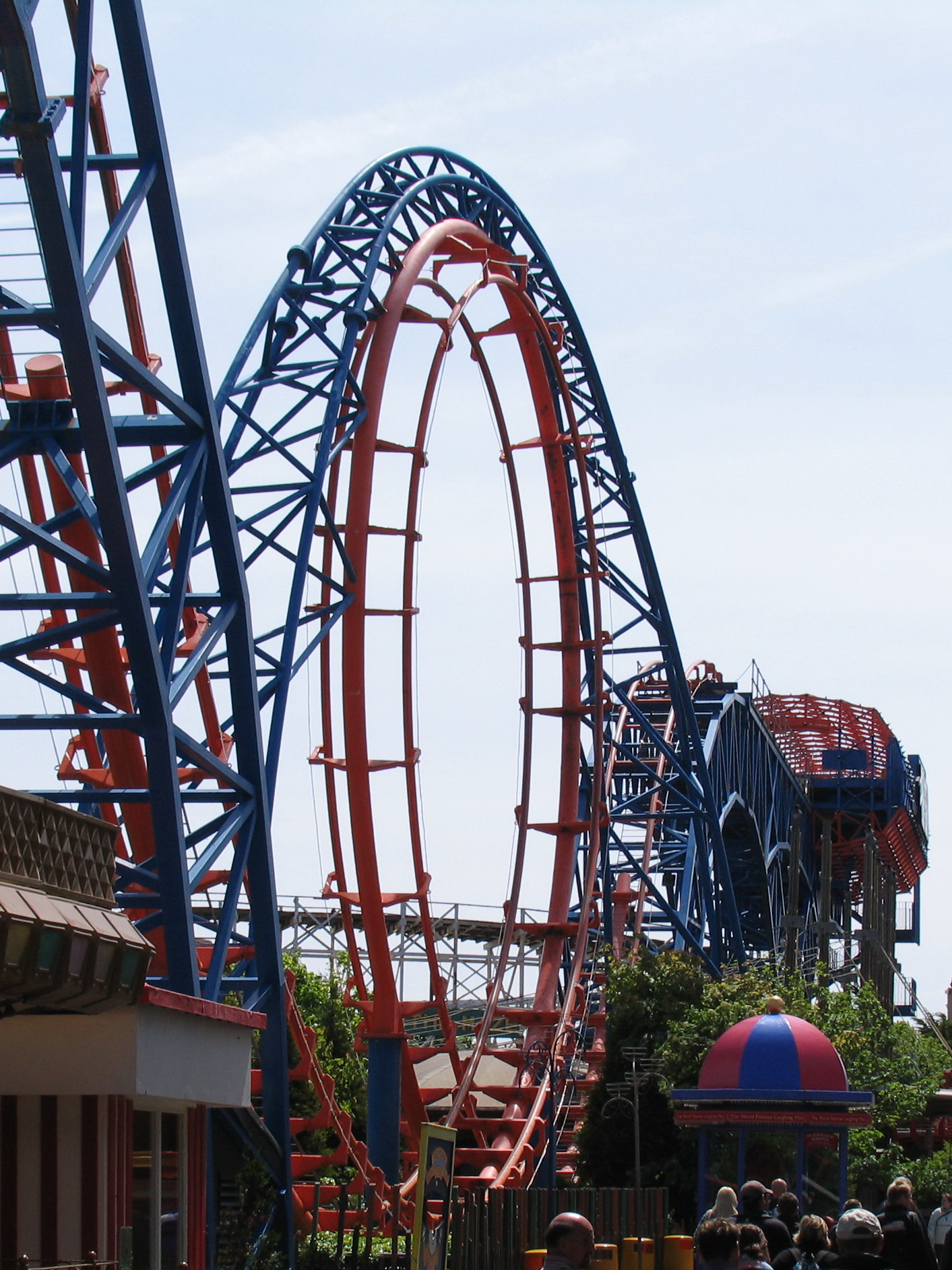
Revolution à Blackpool Pleasure Beach
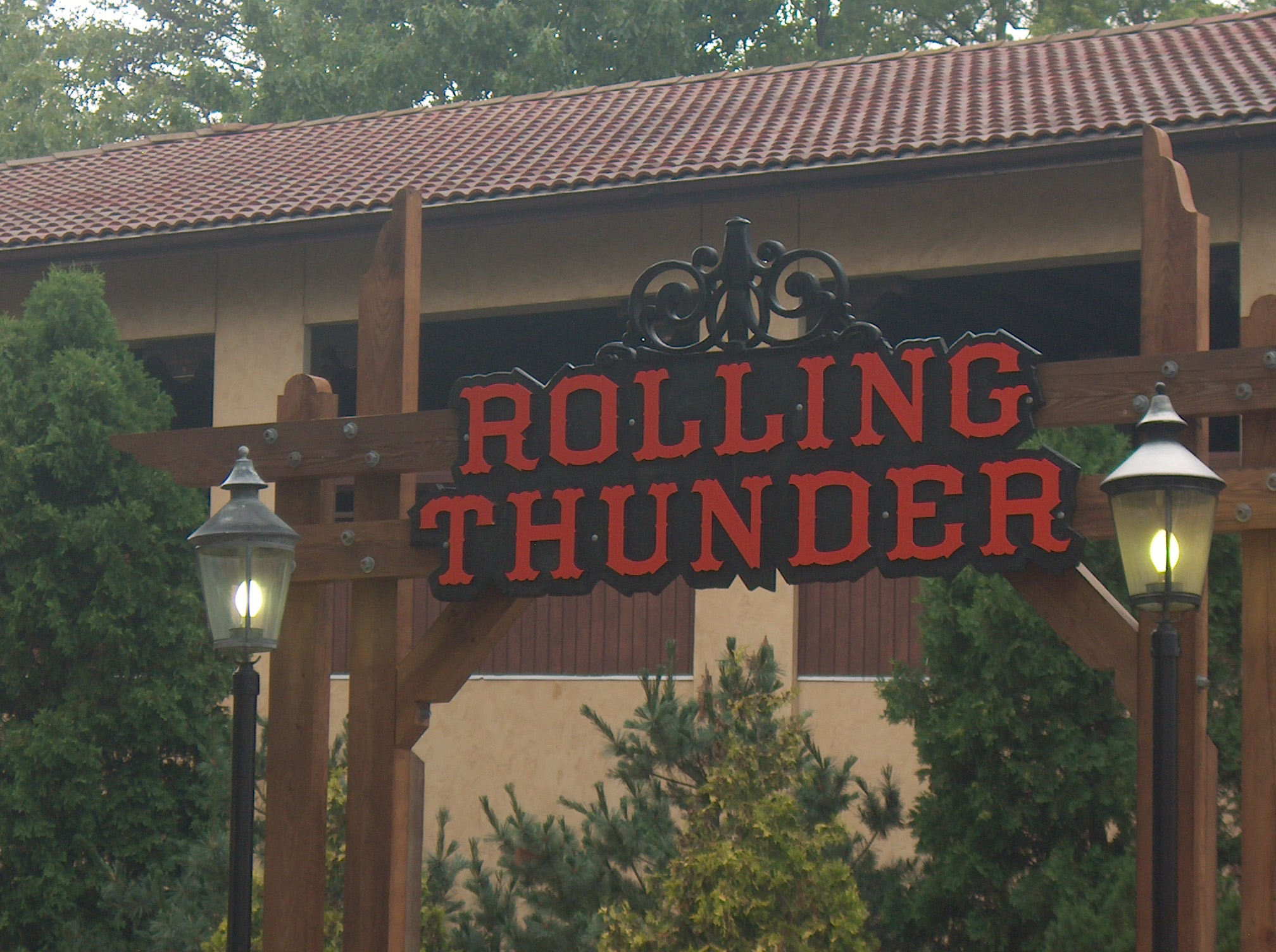
Entrée de Rolling Thunder à Six Flags Great Adventure
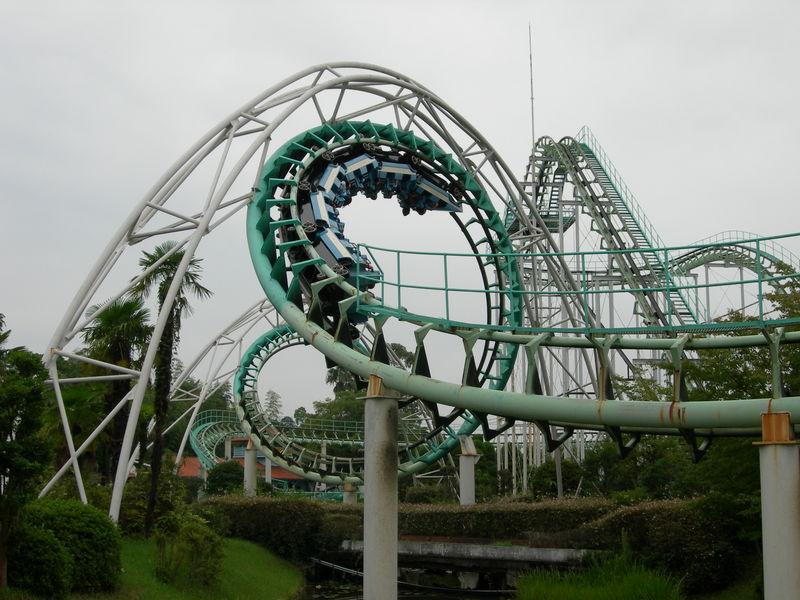
Screw Coaster à Nara Dreamland
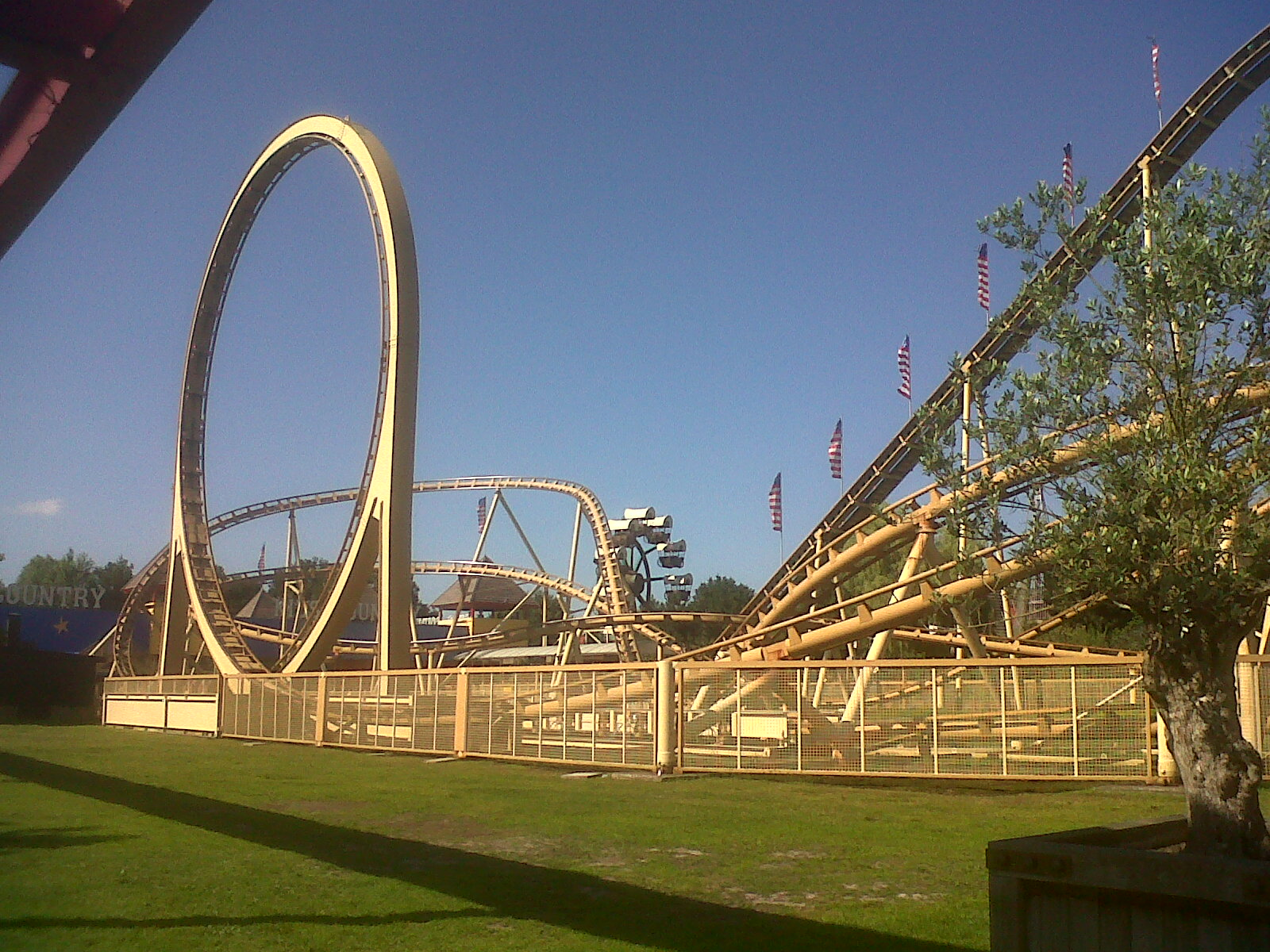
Superachtbaan Looping Star à Attractiepark Slagharen
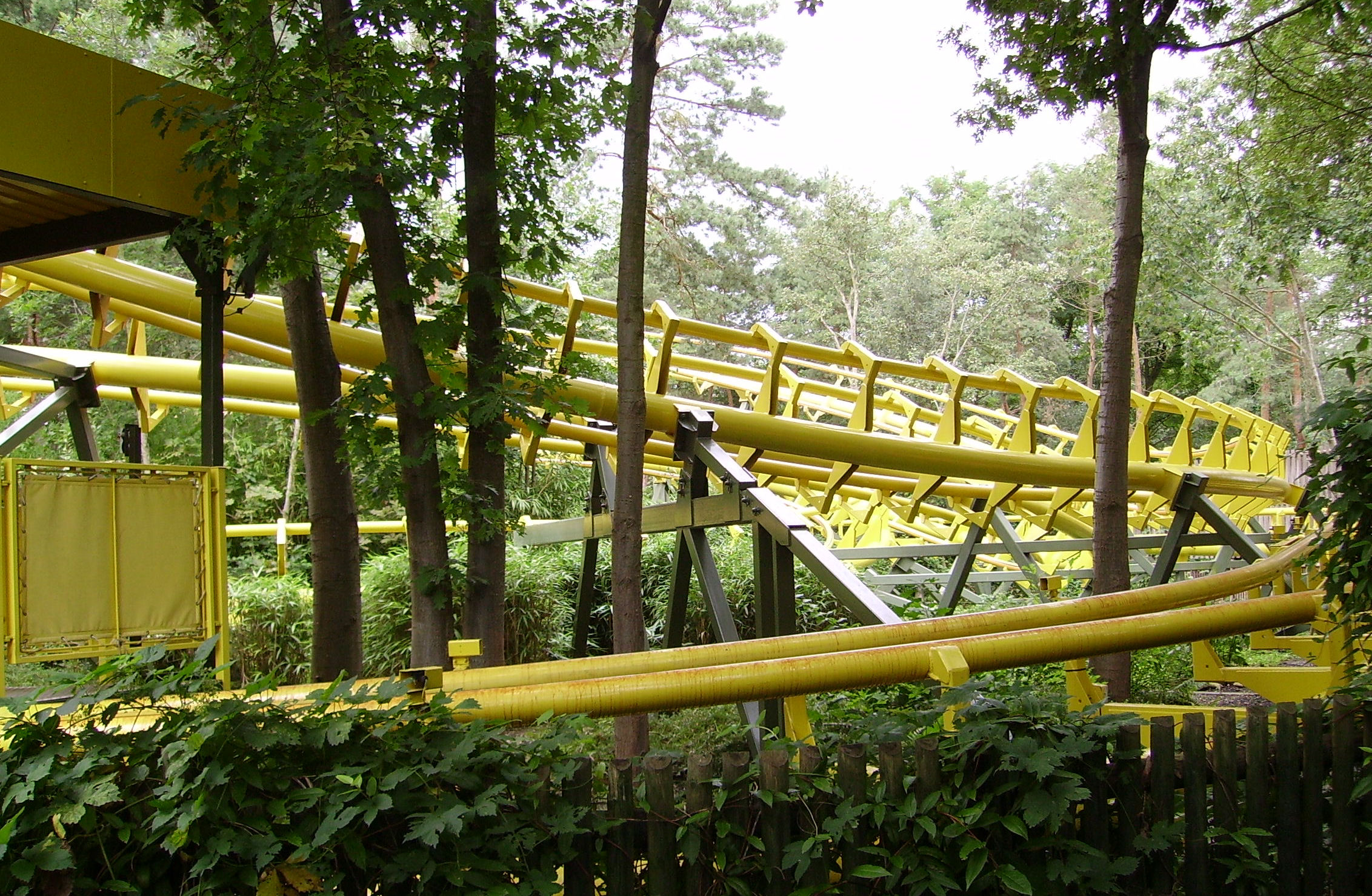
Superwirbel à Holiday Park
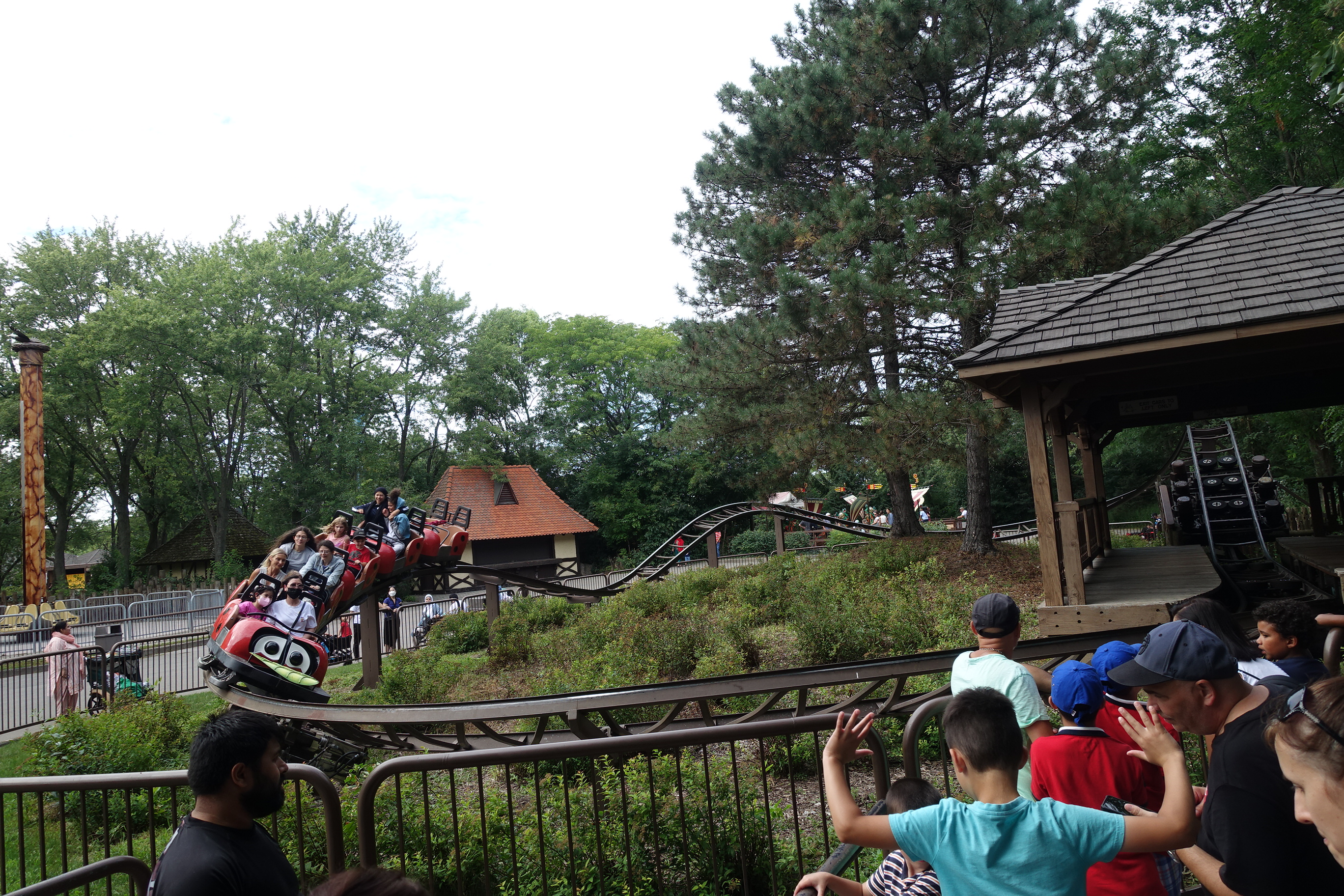
Tivoli Coaster à Marineland Theme Park
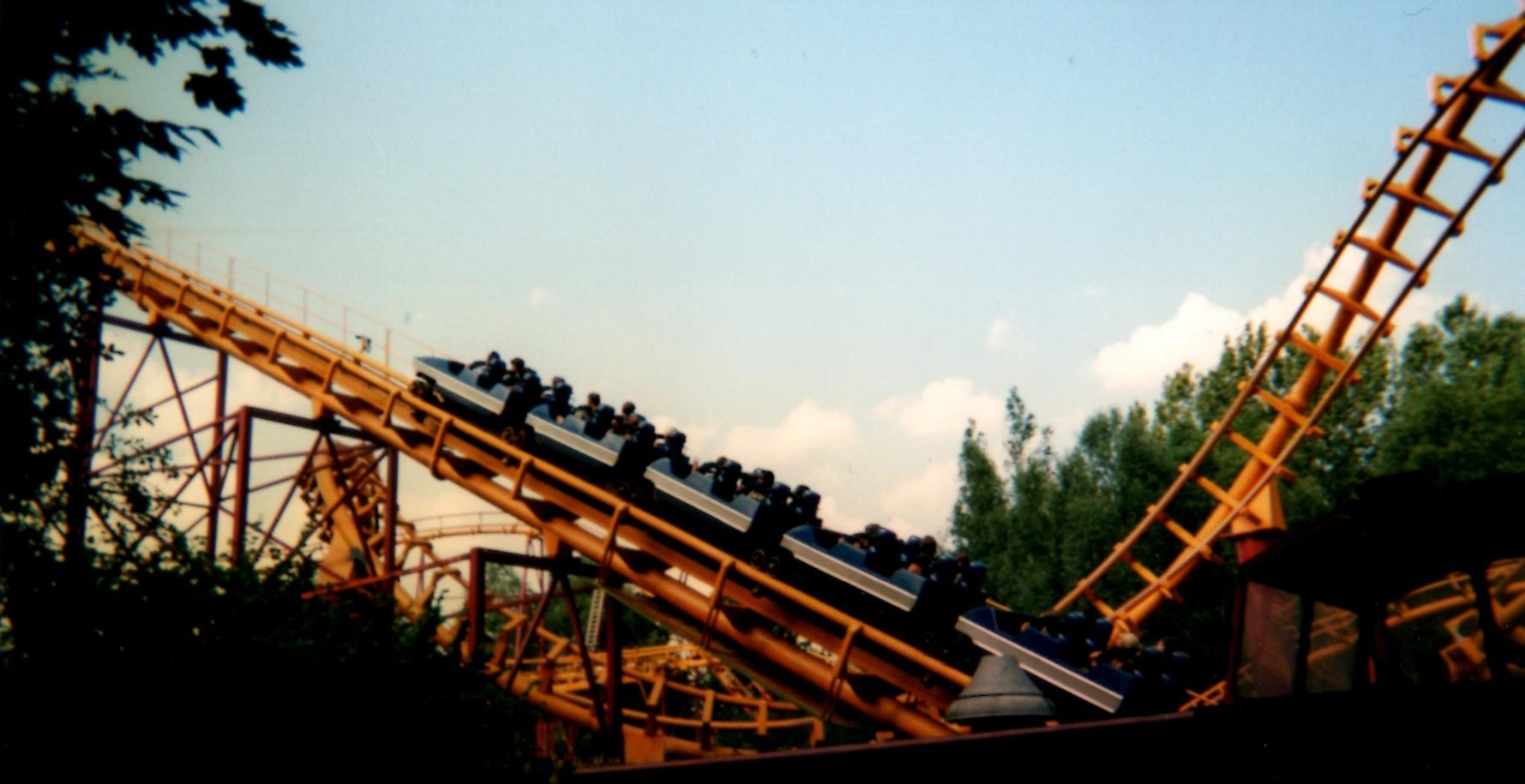
Tornado à Walibi Wavre
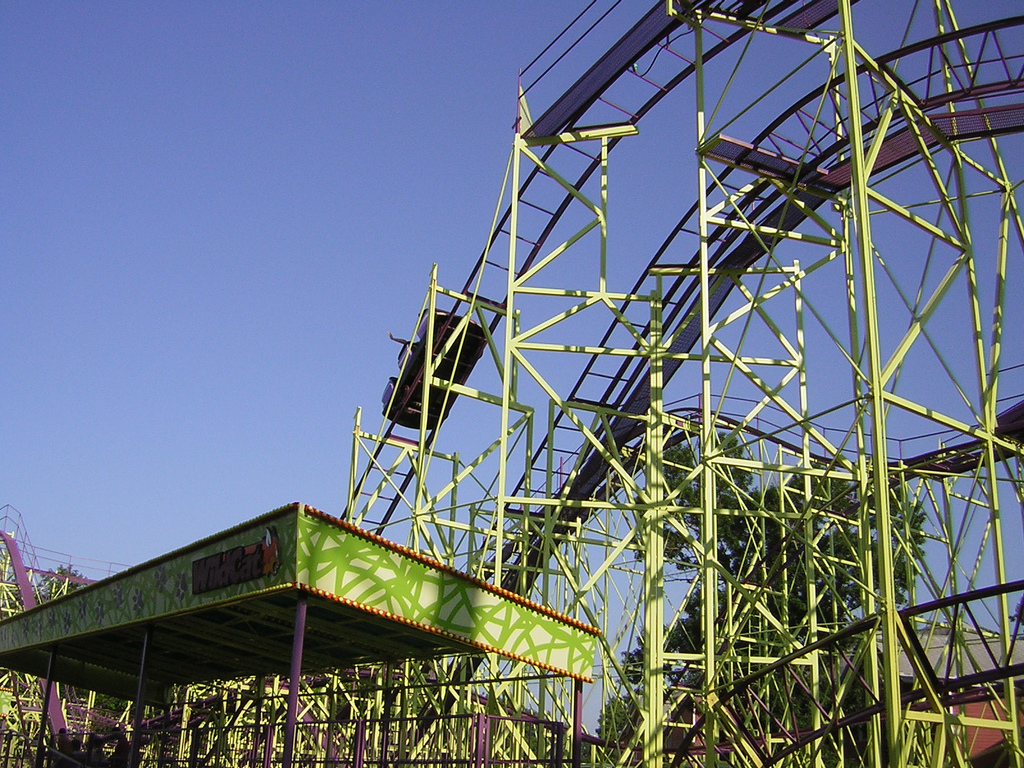
WildCat à Cedar Point

### Autres attractions
| Nom                                                      | Type/Modèle                   | Constructeur                                     | Parc                      | Pays        |
| -------------------------------------------------------- | ----------------------------- | ------------------------------------------------ | ------------------------- | ----------- |
| Apirama Devenu La Forêt de Plop en 2000                  | Croisière scénique            | Metallbau Emmeln et Keith Sparks Associates (en) | Meli Park                 | Belgique    |
| Bamba (la)                                               | Calypso                       | Mack Rides                                       | Avenir Land               | France      |
| Draak Lichtgeraakt                                       | Conte dans le Bois des Contes | Efteling                                         | Efteling                  | Pays-Bas    |
| Chevauchée Fantastique (la) Devenu La Chevauchée en 2011 | Chevaux galopants             | Soquet                                           | Avenir Land               | France      |
| Enterprise Devenu Inferno en 2001                        | Enterprise                    | Huss Rides                                       | Walibi Wavre              | Belgique    |
| Express de Santa Fé Devenu WAB Tour en 2011              | Train panoramique             | Soquet                                           | Avenir Land               | France      |
| Grande Roue (la)                                         | Grande roue                   | Vekoma                                           | Walibi Wavre              | Belgique    |
| Jungle Vaart                                             | Croisière scénique            | Mack Rides                                       | Avonturenpark Hellendoorn | Pays-Bas    |
| Lem Lunaire Devenu Grand Soleil                          | Grande roue                   | John Miller                                      | Avenir Land               | France      |
| Mississippi (le)                                         | Mississippi boat              |                                                  | Avenir Land               | France      |
| Poneys                                                   | Chevaux galopants             | Metallbau Emmeln                                 | Walibi Wavre              | Belgique    |
| Rivière Canadienne (la)                                  | Bûches                        | Reverchon                                        | Avenir Land               | France      |
| Sky Tower                                                | Tour d'observation            | Intamin                                          | Marriott's Great America  | États-Unis  |
| The Flume                                                | Bûches                        |                                                  | Valleyfair                | États-Unis  |
| Thrillbilly                                              | Troïka                        | Huss Rides                                       | Darien Fun Country        | États-Unis  |
| Vieux tacots                                             | Circuit de tacots             | Metallbau Emmeln                                 | Walibi Wavre              | Belgique    |
| Vieux tacots Devenu Melody Road en 2011.                 | Circuit de tacots             | Soquet                                           | Avenir Land               | France      |
| Vikingen                                                 | Bateau à bascule              |                                                  | Gröna Lund                | Suède       |
| Wasserbob                                                | Bûches                        | Mannesmann Demag Fördertechnik                   | Panorama Park Sauerland   | Allemagne   |
| Water Chute Devenu Vikingar en 1997,.                    | Shoot the Chute               |                                                  | Blackpool Pleasure Beach  | Royaume-Uni |
| Wild River                                               | Bûches                        | Mack Rides                                       | Fort Fun Abenteuerland    | Allemagne   |

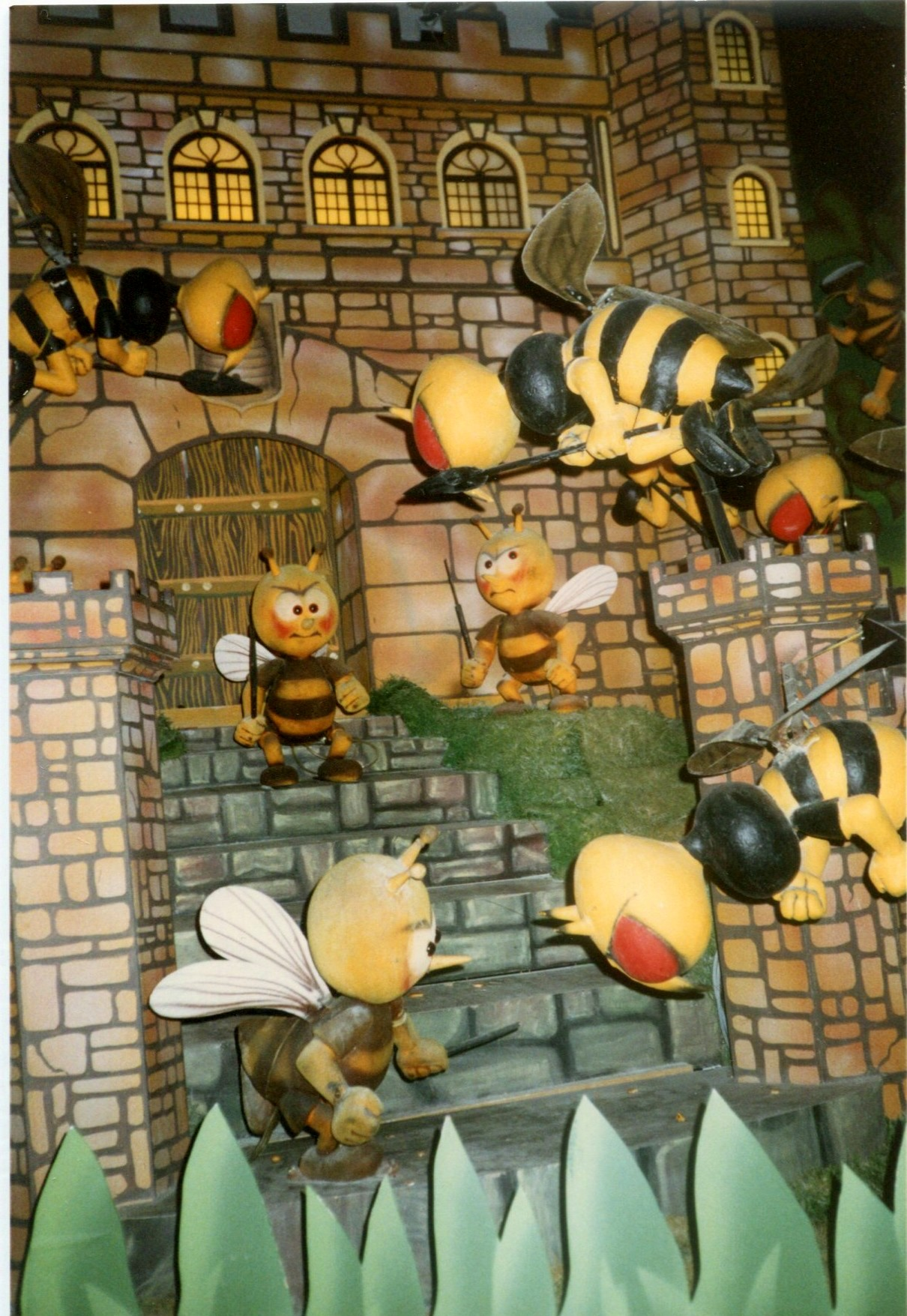
Apirama à Meli Park
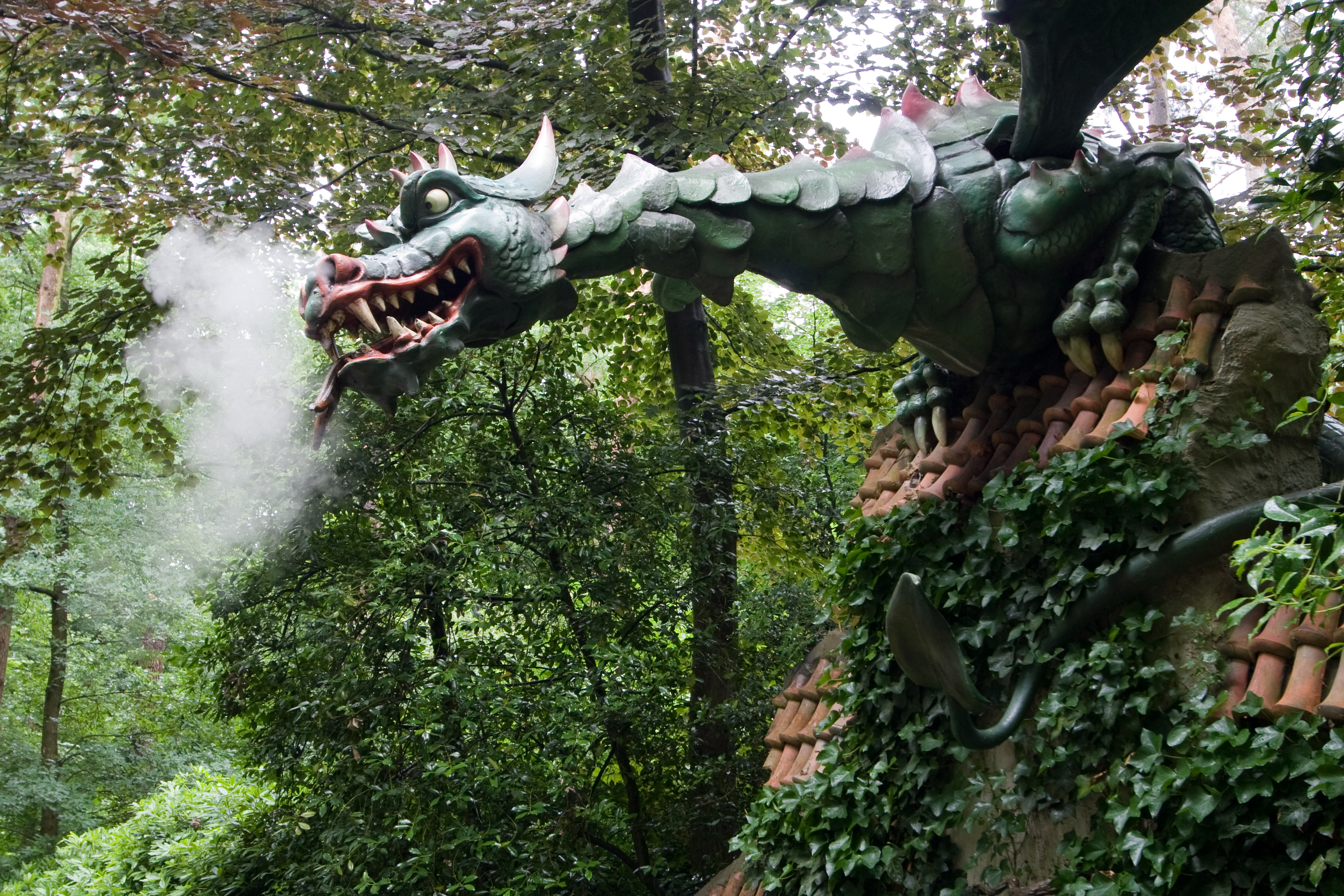
Draak Lichtgeraakt à Efteling
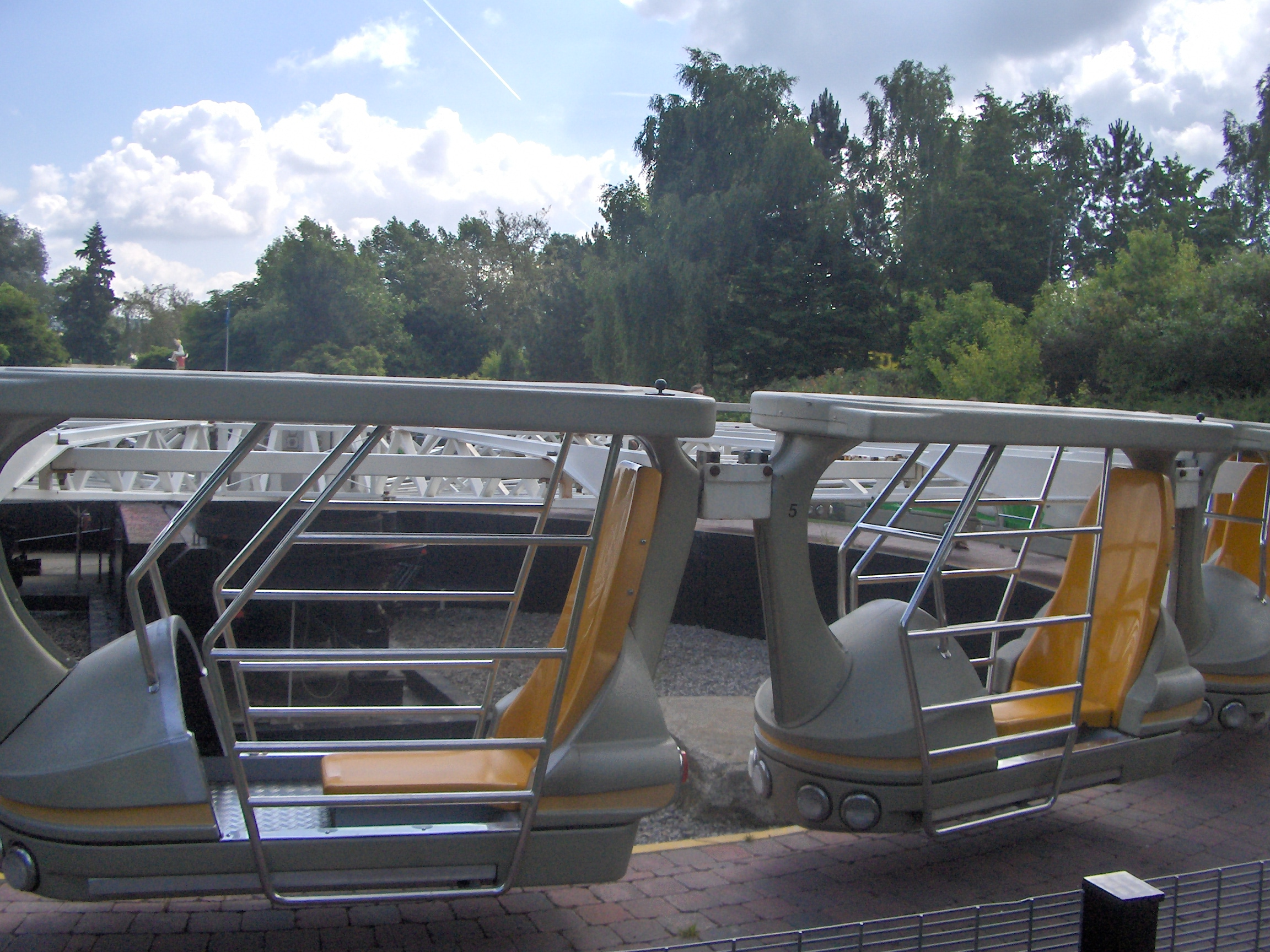
Enterprise à Walibi Wavre
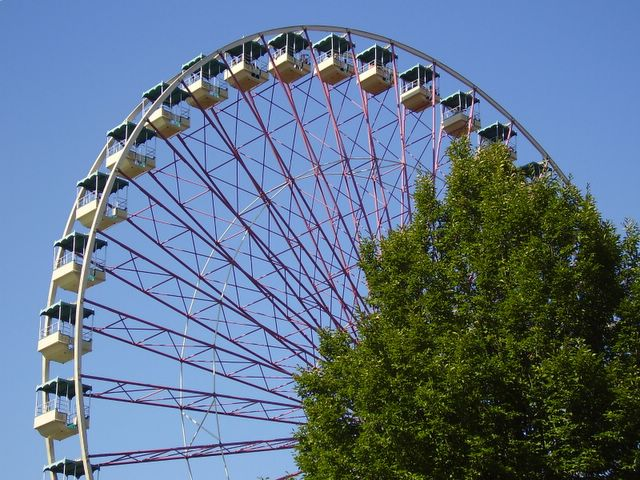
Grande Roue à Walibi Wavre
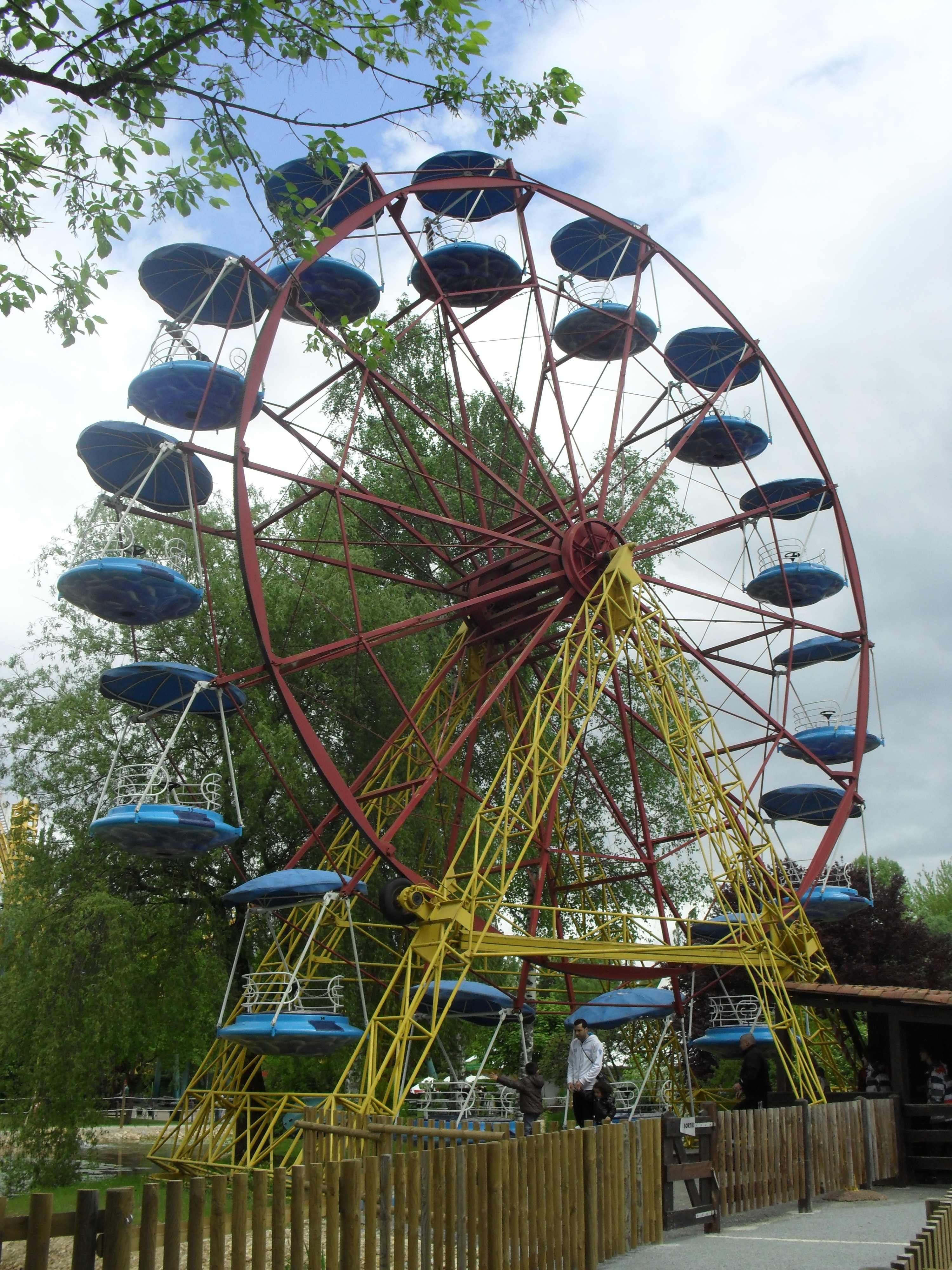
Lem Lunaire à Avenir Land
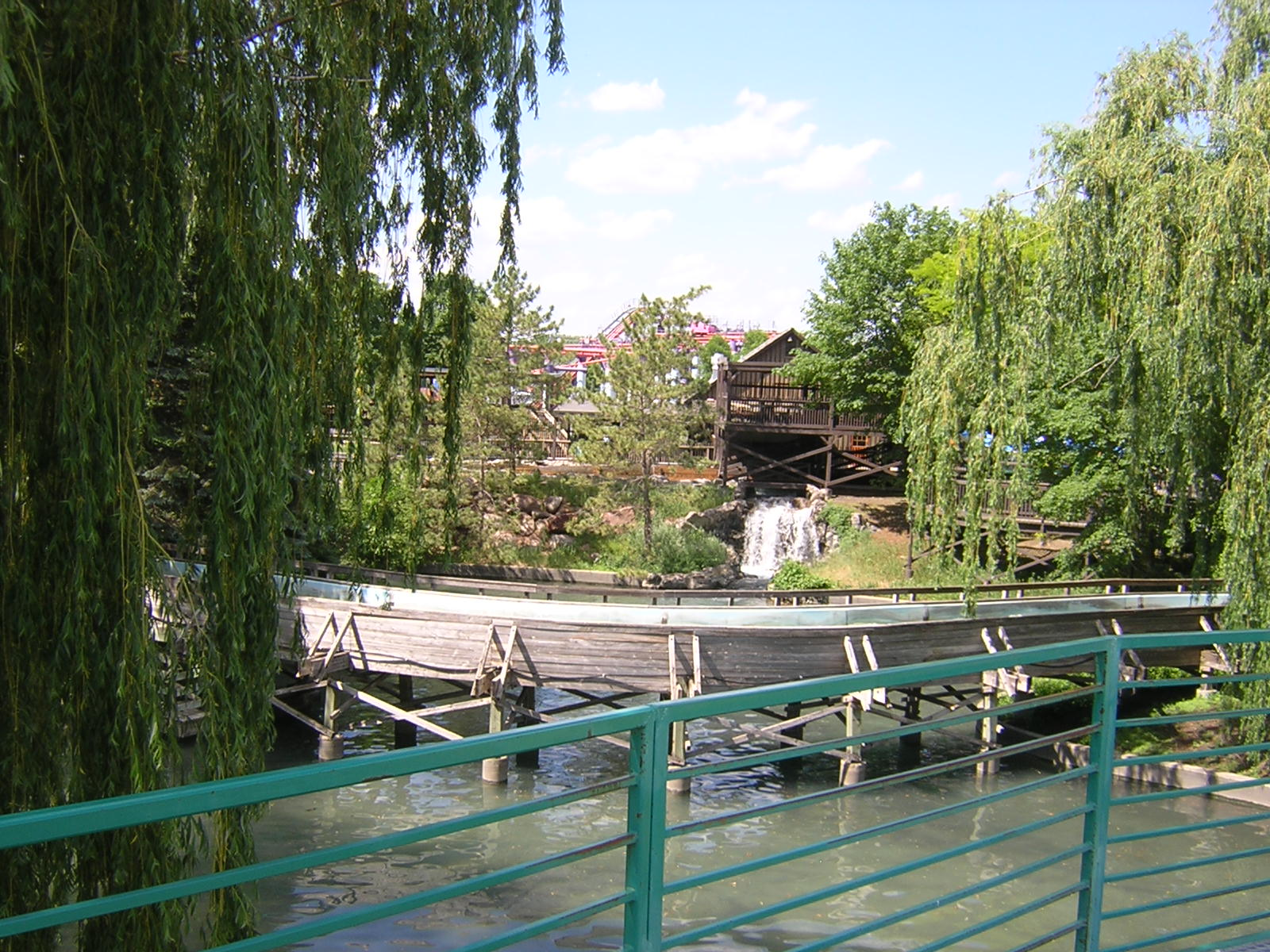
The Flume à Valleyfair
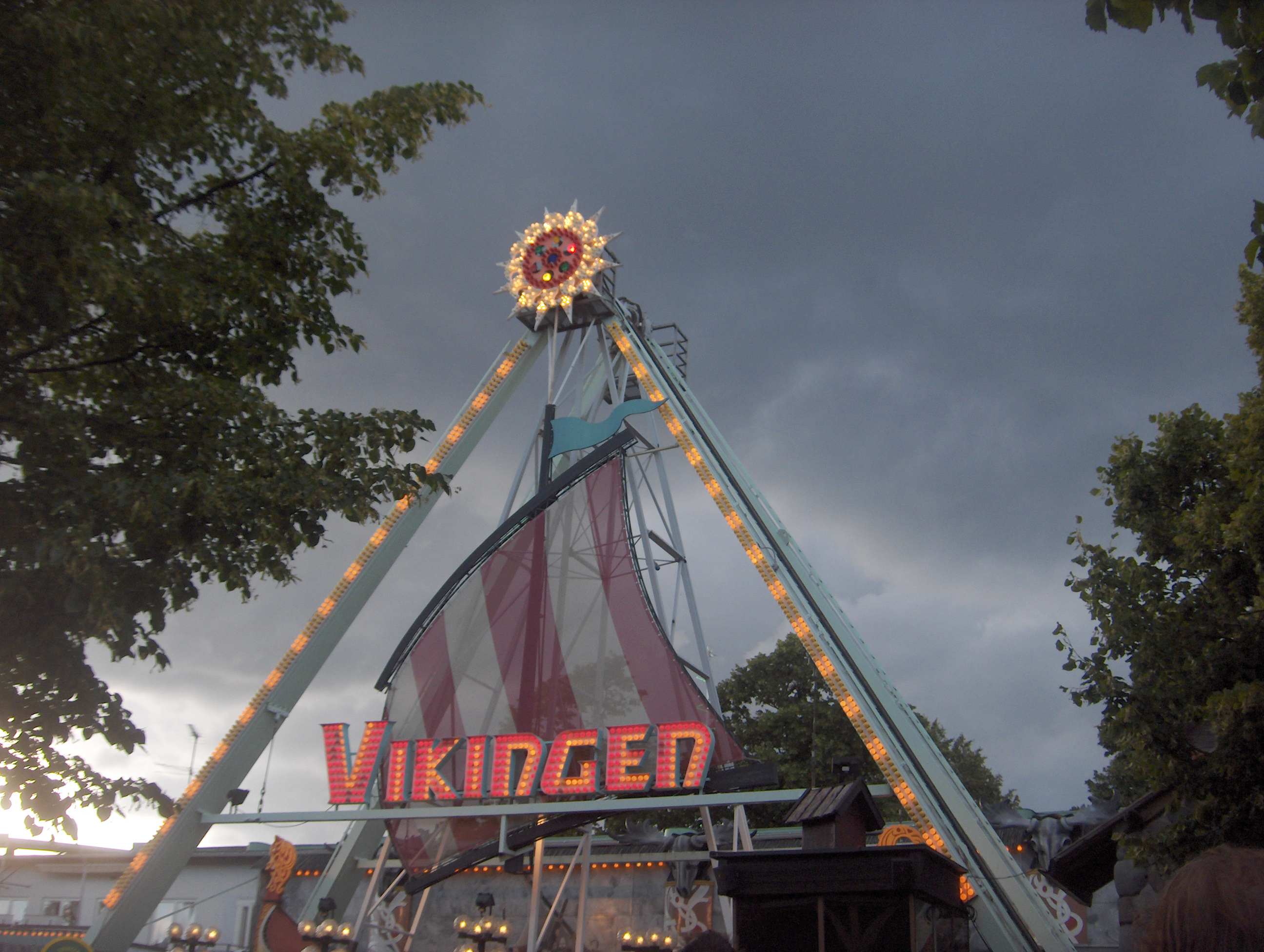
Vikingen à Gröna Lund
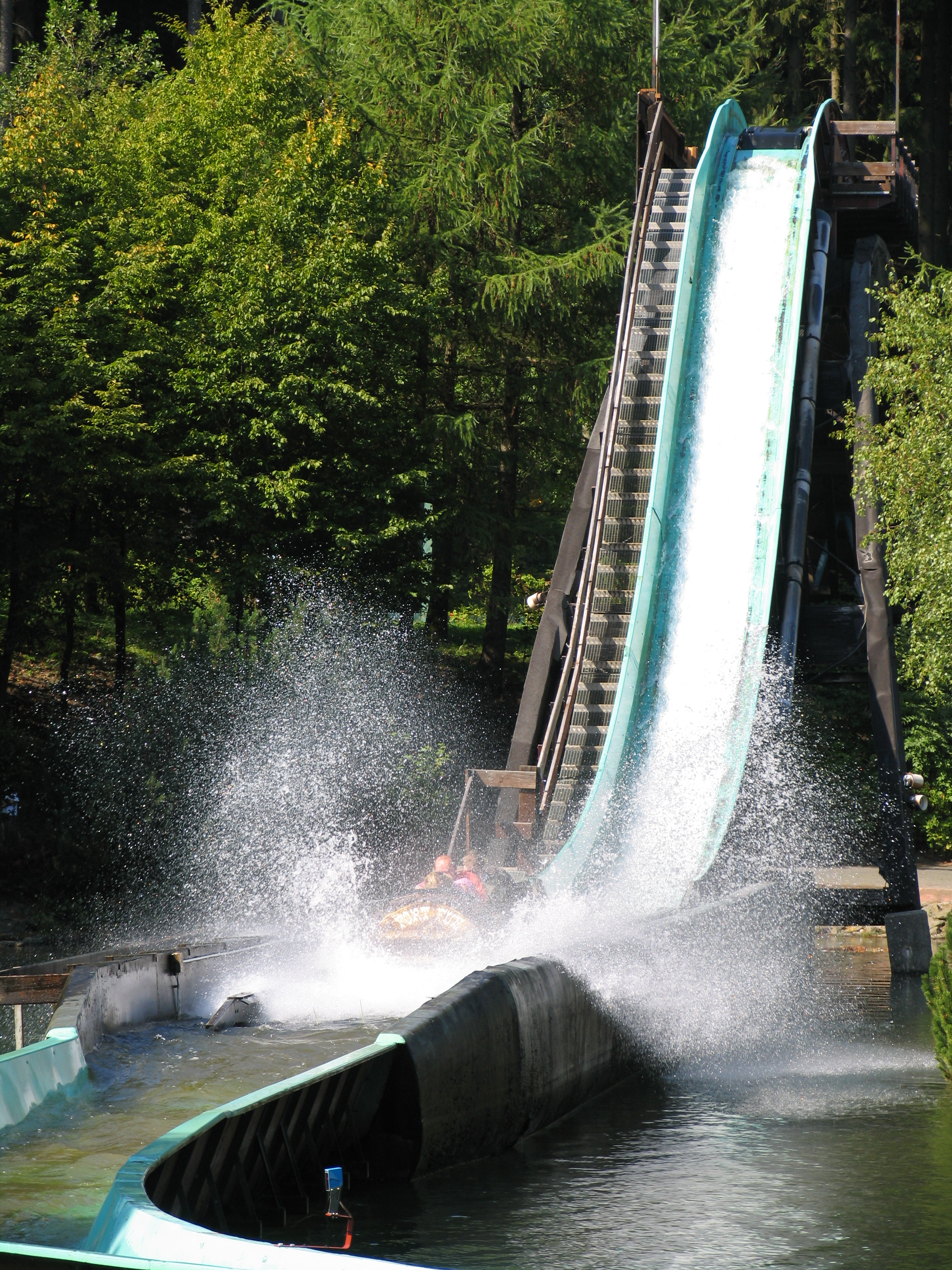
Wild River à Fort Fun Abenteuerland